# Raúl Isidro Burgos
Raúl Isidro Burgos Alanís (Cuernavaca, 21 de junio de 1890 - Ciudad de México, 10 de abril de 1971). Fue un maestro y poeta mexicano, segundo director de la Escuela Normal Rural de Ayotzinapa, que lleva su nombre.
Raúl Isidro Burgos inició sus estudios básicos en su ciudad natal de Cuernavaca, Morelos y los concluyó en el Distrito Federal, a donde su familia se había trasladado, posteriormente ingresó a varias instituciones educativas superiores, entre ellas la Escuela de Artes y Oficios, la Escuela de Comercio y la Escuela Nacional Preparatoria; pero fue finalmente en la Escuela Nacional de Maestros donde encontró su vocación y de donde egresó en el año de 1912.
Aquel mismo año inició su labor docente en la Ciudad de México y en 1914 asistió al Primer Congreso Pedagógico en Tuxtla Gutiérrez, Chiapas; donde su destacada participación llamó la atención del gobernador del Estado, que lo nombró Inspector Escolar y posteriormente director de la Escuela Normal del Estado. De vuelta al D.F., fundó la escuela particular "Antonia L. Arellano" que posteriormente se integró a la educación oficial y en 1920 retornó a Chiapas ocupando el cargo de inspector municipal en Tapachula por un espacio de siete años, hasta 1927.
En 1927 la Secretaría de Educación Pública lo envía como maestro a la Sierra de Puebla y en 1928 es nombrado inspector de la Tercera Zona Escolar del estado de Guerrero que incluía la mayor parte de la Tierra Caliente, misma que recorría desde su sede en Arcelia; donde además, sostenía un internado para estudiantes de primaria de sus propios recursos.
El 5 de agosto de 1930 cesó en el cargo anterior y fue nombrado director de la Escuela Normal de Tixtla en sustitución de su fundador, Rodolfo A. Bonilla; arribó la ciudad de Tixtla de Guerrero el siguiente 1 de septiembre, la escuela normal no tenía edificio propio, por lo que al poco tiempo logró que le fuera cedida para tal la antigua Hacienda de Ayotzinapa, a donde fue traslada la escuela que a partir de entonces fue conocida como la Escuela Normal Rural de Ayotzinapa.
Se dedicó a la construcción de las instalaciones de la escuela que fue inaugurada el 30 de marzo de 1933; el maestro Burgos permaneció como su director hasta 1935 cuando fue nombrado director de la Escuela Normal Rural de Xochiapulco en Puebla. Posteriormente ocupó los cargos de Oficial Mayor de la Secretaría de Educación Pública y retornando a Chiapas, fue director federal y estatal de Educación; finalmente en el año de 1956 se jubiló.
En 1969 recibió un homenaje en Oaxtepec, Morelos, y finalmente falleció en la Ciudad de México el 10 de abril de 1971; siguiendo su voluntad, el 24 de abril siguiente sus cenizas fueron depositadas en la Escuela Normal de Ayotzinapa, donde hasta hoy permanecen.